# Жонатас
Жонатас Кристиан де Жезус (порт. Jonathas Cristian de Jesus; 6 марта 1989, Бетин), более известный как Жонатас — бразильский футболист, нападающий.

## Биография
Жонатас играл в молодёжных командах «Крузейро» и несколько раз выходил на поле за основную команду. На родине также играл на правах аренды за «Ипатингу» и «Вилла-Нову». В октябре 2008 года перешёл в стан чемпионов Голландии, АЗ Алкмаар. «Крузейро» объявил, что АЗ купил 65 % прав на игрока за € 600.000, оставшаяся доля осталась у бразильского клуба.
Жонатас дебютировал за АЗ 28 октября 2009 года в кубковом матче против «Спакенбурга». Он забил гол, и АЗ в итоге выиграл 5:2. 21 ноября 2009 года Жонатас дебютировал за АЗ в чемпионате в выездном матче против «Роды». Также забил гол в своем дебютном матче, но АЗ уступил 2:4. На 90-й минуте матча Жонатас был удален за удар соперника рукой.
1 февраля 2011 года игрок снова сменил лигу и подписал полуторагодичный контракт с «Брешией», сумма трансфера составила, по слухам, составила € 300.000. Игрок появился на поле в 6 матчах дебютного сезона, но «Брешия» вылетела в Серию В. В сезоне 2011/12 в Серии В Жонатас забил 16 голов, став лучшим бомбардиром команды.
31 июля 2012 года вышедшая в Серию А «Пескара» объявила, что подписала Жонатаса за неназванную сумму. Сыграл свой первый матч за «Пескару» 26 августа в проигранном 0:3 матче против «Интера». Свой первый гол Жонатас забил 6 января следующего года, в игре против «Фиорентины» (2:0).
31 января 2013 года Жонатас перебрался в переехал в «Торино» на правах аренды до июня. Туринцы не стали выкупать игрока, и 29 августа он подписал однолетний контракт с «Латиной» (Серия В).
Забив 15 голов за Латину, Жонатас вернулся в «Пескару» и был немедленно отдан в аренду клубу Примеры «Эльче» на два сезона.
Жонатас дебютировал в Примере 24 августа 2014 года в матче против «Барселоны» (0:3). Забил свой первый гол в лиге 14 сентября в победной 3:2 игре против «Райо Вальекано».
2 ноября Жонатас сделал первый дубль за пять лет, забив «Эспаньолу» (2:1). 20 апреля 2015 года, забив в домашнем матче «Реал Сосьедаду», он стал первым игроком «Эльче», забившим 10 голов в Примере с сезона 1977/78.
27 июля 2015 года Жонатас перешёл в «Реал Сосьедад», подписав с ним пятилетний контракт.
29 июля 2016 года отправился на медосмотр в казанский «Рубин». Сумма трансфера составла порядка 7 миллионов евро. Первый гол в официальных матчах за «Рубин» забил 19 сентября 2016 года в выездном матче чемпионата России против «Зенита» (4:1). Последний матч провёл против «Анжи» (6:0), оформил дубль и после первого тайма ушёл с поля. После этого матча главный тренер казанцев Бердыев сказал, что Жонатас отправляется на медобследование в «Ганновер 96».
16 июля 2018 года отправился в годичную аренду в клуб «Коринтианс». 18 января 2019 года «Коринтианс» прекратил аренду Жонатаса и отправил обратно в «Ганновер». 31 августа 2019 года по обоюдному согласию сторон футболист и клуб расторгли контракт, который должен был ещё действовать до конца сезона.

### В сборной
Жонатас играл за многочисленные национальные молодёжные команды Бразилии, в том числе за сборную до 19 лет на «Кубке Сендай»-2008, где забил в трех матчах три гола.